# Verein türkischer Arbeitnehmer in Köln und Umgebung
Der Verein türkischer Arbeitnehmer in Köln und Umgebung war die erste türkische Arbeitnehmerorganisation in Deutschland. Er wurde 1962, wenige Monate nach der Unterzeichnung des Anwerbeabkommen zwischen der Bundesrepublik Deutschland und der Türkei ins Leben gerufen. Sie war Vorbild für die Gründung zahlreicher weiterer Arbeitnehmervereine durch türkische Arbeitsmigranten in Deutschland.
1963 erhielt die Organisation als eingetragener Verein Rechtsstatus. Die Vereinssatzung enthielt dabei jedoch nicht ausdrücklich die Übernahme gewerkschaftlicher Funktionen als Aufgabenstellung.